# Chaenostoma debile
Chaenostoma debile är en flenörtsväxtart som först beskrevs av John Hutchinson, och fick sitt nu gällande namn av Kornhall. Chaenostoma debile ingår i släktet Chaenostoma och familjen flenörtsväxter. Inga underarter finns listade i Catalogue of Life.